# El Cabaco
El Cabaco és un municipi de la província de Salamanca a la comunitat autònoma de Castella i Lleó. Limita la nord amb Tamames i Puebla de Yeltes; a l'Est amb Aldeanueva de la Sierra i Cereceda de la Sierra; a l'Oest amb El Maíllo i al Sud amb Monsagro, La Alberca i Nava de Francia.

## Demografia
| 1991 | 1996 | 2001 | 2004 |
| ---- | ---- | ---- | ---- |
| 300  | 314  | 279  | 304  |